# Notodromadidae
Notodromadidae is een familie van kreeftachtigen uit de klasse van de Ostracoda (mosselkreeftjes).

## Geslacht
- Kennethia De Deckker, 1979